# Rhynchosia kunmingensis
Rhynchosia kunmingensis är en ärtväxtart som beskrevs av Yu e Tsung Wei och Shu Kang Lee. Rhynchosia kunmingensis ingår i släktet Rhynchosia och familjen ärtväxter. Inga underarter finns listade i Catalogue of Life.